# Каденко Ігор Миколайович
Каденко Ігор Миколайович (8 лютого 1962, Костянтинівка) — український фізик, спеціалізується у галузі ядерної фізики. Доктор фізико-математичних наук (2006), професор (2006). Лауреат Державної премії України у галузі науки і техніки (2000).

## Біографія
Ігор Миколайович Каденко народився 8 лютого 1962 року у місті Костянтинівка Донецької області. У 1984 році закінчив Київський університет. Викладає у тому ж університеті з 1990 року, з 2000 року очолює кафедру ядерної фізики. Читає курси «Методологія та організація наукових досліджень», «Ядерна безпека», «Обладнання ядерно-енергетичних установок», також веде спеціальний науковий семінар з фізики ядра та елементарних частинок. Паралельно із викладанням з 2003 займає року посаду директора Міжнародного центру ядерної безпеки Київського університету.
У 1993—1994 роках проходив стажування у Міжнародному агентстві з атомної енергії (МАГАТЕ) у Відні. У 1994—1997 був доцентом Українського радіологічного навчального центру (Київ). З 1998 року за сумісництвом очолює Учбово-атестаційний центр по неруйнівному контролю.
У 2006 році захистив докторську дисертацію на тему «Перерізи реакцій (n, x) та (гама, x) на основні та ізомерні стани».

## Наукова діяльність
Основним напрямом наукової діяльності І. М. Каденка є дослідження фізики ядерних реакцій при низьких та високих енергіях, аналіз безпеки ядерних енергетичних установок та неруйнівний контроль.
У 2000 році, разом із групою інших вчених, став лауреатом Державної премії України у галузі науки і техніки «за розробку і створення апаратурних комплексів та їх застосування в ядерній фізиці, енергетиці та інших галузях науки і техніки».
Є автором кількох патентів, співавтором низки навчальних посібників та підручників, наукових статей.

### Праці
- Основи методів оцінок статистичних даних та функцій їх розподілу : навчальний посібник / І. М. Каденко, В. А. Плюйко. — К. : ВПЦ "Київський університет", 2003. — 145 с. — ISBN 966-594-480-0.
- Фізика атомного ядра та частинок : підручник для студентів фізичних факультетів університетів / І. М. Каденко, В. А. Плюйко. — К. : Київський університет, 2008. — 414 с. — ISBN 966-594-999-3.
- Основи теплогідравліки ядерних енергетичних установок : навчальний посібник / І. М. Каденко, О. М. Харитонов, Р. В. Єрмоленко. — К. : Київський університет, 2010. — 359 с. — 200 екз. — ISBN 978-966-439-296-6.
- Measurement of D*±production in deep inelastic scattering at HERA / I. Kadenko etc. // Journal of high energy physics. — Springer-Verlag, 2013. — Iss. 5 (19 March). — P. 1-37. Архівовано з джерела 4 серпня 2016. Процитовано 25 травня 2016.
- Measurement and systematic study of (n, x) cross sections for dysprosium (Dy), erbium (Er), and ytterbium (Yb) isotopes at 14.7 MeV neutron energy / N Dzysiuk, A Kadenko, I Kadenko, G Primenko // Physical Review C. — American Physical Society, 2012. — Vol. 86, iss. 3 (18 September). Архівовано з джерела 22 січня 2022. Процитовано 25 травня 2016.
- 14MeV neutron detection characteristics using Intercast detector / Yu Onishchuk, Igor Lengar, I Kadenko, L Golinka-Bezshyyko, V Petryshyn, Radomir Ilić, Jure Skvarč // Radiation measurements. — Pergamon, 2005. — Vol. 40, iss. 2 (30 November). — P. 329-336. Процитовано 25 травня 2016.
- Scaled momentum distributions for K_S^ 0 KS and\ Lambda/\ bar {\ Lambda} in DIS at HERA / I. Kadenko etc. // Journal of High Energy Physics. — Springer-Verlag, 2012. — Vol. 2012, iss. 3 (1 March). — P. 1-31. Процитовано 25 травня 2016.
- Study of taupair production at HERA / I. Kadenko etc. // Journal of High Energy Physics. — Springer-Verlag, 2011. — Vol. 2011, iss. 2 (1 February). — P. 1-23. Процитовано 25 травня 2016.
- Verification of models for calculation of E1 radiative strength / I. Kadenko etc.. — 2008. — 15 February. Процитовано 25 травня 2016.
- Nucleosynthesis in the strong magnetic fields at statistical equilibrium / I. Kadenko etc. // Monthly Notices of Royal Astronomic Society. — 2005. — Vol. 359 (19 March). Процитовано 25 травня 2016.
- Cross sections for fast-neutron interaction with Lu, Tb, and Ta isotope / I. Kadenko etc. // Physical Review C.. — 2010. — Vol. 81, iss. 1 (19 March). Процитовано 25 травня 2016.
- Синтез и распад нуклидов в сверхновых / И. Каденко и др. // ЯФ. — 2009. — Т. 72, № 10.